# Бухникашвили, Григорий Варденович
Григо́рий Варде́нович Бухникашви́ли (груз. გრიგოლ ვარდენის ძე ბუხნიკაშვილი, псевдоним Гугули (груз. გუგული); 20 мая 1897, Сурами, Российская империя — 30 августа 1979, Тбилиси, Грузинская ССР) — советский грузинский театровед, театральный деятель и драматург; заслуженный деятель искусств Грузинской ССР (1950).

## Биография
С 1911 по 1913 год участвовал в спектаклях в Сурами и Хашури, а с 1916 по 1920 год в Народном театре Тбилиси Надзаладеви.
В 1920 году вступил в члены КПСС. С 1926 по 1927 год был директором Грузинского театра имени Шота Руставели.
В 1930 году окончил Тбилисский педагогический институт.
С 1929 по 1933 год был председателем грузинского общества драматургов. Является автором первых грузинских пьес на революционную тематику.
В 1933 по 1936 год в качестве ректора возглавлял Тбилисскую государственную академию художеств.
С 1938 года был директором театрального музея Грузинской ССР, возглавлял Тбилисский театр сатиры и Грузинский театр имени Шота Руставели. В 1949 году окончил театральный институт имени Шота Руставели. Написал ряд трудов по истории грузинского театра и монографические работы о Марджанишвили, Сумбатове-Южине, Сундукяне и других.
В 1950 году ему было присвоено звание заслуженного деятеля искусств Грузинской ССР.
Скончался 30 августа 1979 году в Тбилиси и был похоронен на Сабурталинском кладбище.